# Affiche rouge (groupe armé)
Pour les articles homonymes, voir Affiche rouge (homonymie).
L'Affiche rouge désigne la cellule terroriste lyonnaise du groupe armé autonome Action directe, à l'origine d'une campagne d'attaques à mains armées et d'attentats à l'explosif meurtriers commis sur le territoire français entre 1979 à 1986. Cette dénomination fait allusion à la célèbre Affiche rouge de propagande allemande éditée pendant la seconde guerre mondiale comparant des faits de résistance française à du terrorisme.

## Constitution d'un noyau dur d'individus

### L'action directe: la rencontre de deux militants très engagés
André Olivier est un activiste charismatique très engagé dans le milieu de la gauche prolétarienne lyonnaise, tendance maoïste. En 1971, il est professeur de lettres modernes au lycée technique des industries métallurgiques de Lyon, mais ses méthodes pédagogiques « révolutionnaires » inquiètent la direction qui le suspend de ses fonctions après seulement deux ans au service de l'éducation nationale. En 1975, il s'engage dans les comités d'action des prisonniers et radicalise davantage son engagement dans des activités antimilitaristes.
Le 25 novembre 1976, la Cour de sûreté de l'État le condamne pour « recueil, reproduction et divulgation de renseignements devant être tenus secrets dans l'intérêt de la défense nationale ». Un de ses anciens élèves formatés, Émile Ballandras, fait partie des co-accusés. Il aurait dérobé pour le compte d'Olivier les plans d'un terrain militaire stockant des chars d'assaut. L'enquête mettait en évidence une importante documentation sur l'armée.
Incarcéré à la prison de la Santé, Olivier y fait la connaissance de Jean-Marc Rouillan, emprisonné depuis 1974 pour des exactions commises au sein des groupes d'action révolutionnaires internationalistes. Cette rencontre est décisive. À leur sortie de prison, Olivier partage avec Rouillan et sa compagne, Nathalie Ménigon, à la fois un logement à Paris, et des idées révolutionnaires communes : lutter par « l'action directe » contre toute forme de dictature, contre le capitalisme et le commerce néo-colonialiste des marchandises et de la main d’œuvre, contre l’État négrier,.
Ainsi, ils participent ensemble à la première manifestation « idéologique » violente du groupe le jour symbolique de la fête du travail de l'année 1979, par le mitraillage de la façade du siège du Conseil National du Patronat Français. Cet attentat est revendiqué pour la première fois sous la dénomination Action Directe. Il s'agit également du premier fait d'armes d'un ancien élève d'Olivier : Maxime Frérot, lequel a achevé une formation d'artificier au 1er RPIMA sur ses conseils. Par la suite, une vingtaine d'attentats sont commis sous l'égide d'Action directe jusqu'à la vague d'arrestations entraînant l'incarcération de Rouillan et de Ménigon en septembre 1980.

### L'affiche rouge: la branche lyonnaise de l'action directe
Dès l'hiver 1981, malgré l'amnistie présidentielle dont ont bénéficié une vingtaine de membres incarcérés, de nombreux débats internes agitent l'organisation. La dissolution d'Action Directe est prononcée en conseil des ministres le 18 août 1982 ; si la majeure partie du groupe rentre dans la légalité, les partisans de la lutte armée se divisent en deux groupes.
Depuis la région parisienne, Rouillan et Ménigon constituent une « branche internationale » se réclamant clairement d'une « idéologie communiste libertaire » anti-impérialiste ; tandis que depuis la région lyonnaise, le groupe Olivier constitue une tendance « marxiste-léniniste-maoïste », profondément antisioniste. Bien que se défendant d'être antisémite, Olivier tenait un discours explicite : « la lutte contre le judaïsme précède la lutte contre le capitalisme » et lors de son procès « Je tiens à signaler que le keffieh est interdit dans les tribunaux français ! Je suppose que la calotte juive doit être autorisée... ». De même, Maxime Frérot a déclaré, pendant le procès de 1992 : « Depuis que le lobby juif est arrivé au pouvoir en 1981, les bavures n'ont fait que s'intensifier ! Il faudra des dizaines de Los Angeles, des centaines de Vaulx-en-Velin et de nombreuses bombes dans les palais de justice pour que cessent enfin les bavures policières ».
Cette cellule signe ses actions par l'Affiche Rouge pour se donner une légitimité historique. Elle utilise également différents noms pour ses exactions : Commando Hienghène, Commando Ahmed-Moulay, Commando B. Moloïse, Commando Loïc Lefèvre, Commando Clarence Payi-Sipho Xulu, Unité combattante Sana Mheidli. Toutefois en 1982, les membres de L'Affiche rouge interviennent directement en région parisienne et utilisent la signature Action directe.
Plus que leur éloignement idéologique, c'est leur éloignement géographique qui vaudra au groupe Olivier les appellations AD-branche lyonnaise et AD-branche nationale

### Principales attaques imputées à l'Affiche rouge
Selon les "confessions écrites" de Maxime Frérot, retrouvées lors d'une perquisition en mars 1986 (voir section suivante). L'Affiche Rouge aurait commis vingt-sept attentats à l’explosif en régions lyonnaise et parisienne entre le 28 mai 1982 et le 19 octobre 1985, contre des sièges sociaux symboliques, des organes de presse, des partis politiques et des ministères. Des indices révélaient qu'une centaine d'agences bancaires étaient surveillées, se soldant par des attaques à main armée ayant pour objectifs de financer des attentats, sous couvert de « réappropriation prolétarienne ».
- 29 octobre 1980 : attaque à main armée d'un convoi de fonds près d'une agence BNP de Caluire-et-Cuire (le convoyeur de fonds Henri Delrieu est tué par balles)[5].
- 24 avril 1981 : attaque à main armée d'une agence BNP de Lyon[5].
- 30 mars 1981 : attaque à main armée d'une agence du Crédit lyonnais à Lyon 7 (1 blessé)[5].
- 2 juin 1981 : attaque à main armée dans une agence du Crédit du Nord à Lyon[5].
- 3 novembre 1981 : attaque à main armée d'une agence de la Société Lyonnaise (le brigadier de police Guy Hubert est tué par balles et un autre policier est gravement blessé)[5]
- 7 décembre 1981 : seconde attaque à main armée d'une agence du Crédit lyonnais à Lyon 7. (1 blessé)[5]
- 10 décembre 1981 : attaque à main armée d'une BNP à Lyon 2, 4 blessés.
- 19 janvier 1982 : attaque à main armée d'une agence de la Société Lyonnaise à Lyon[5].
- 18 février 1982 : seconde attaque à main armée d'une agence de la Société Lyonnaise à Lyon[5].
- 5 juillet 1982 : attaque à main armée d'une banque à Saint-Chamond. (1 blessé)[5]
- juillet 1982 : attentats à l'explosif contre les établissements Lesieur et la compagnie générale sucrière[15].
- 19 juillet 1982 : attentat à l'explosif dans une agence nationale pour l'insertion et la promotion des travailleurs d'outre-mer à Lyon[15].
- 11 août 1982 : attentat à l'explosif contre une société d'import/export, la Citrus Marketing Board of Israel. (1 blessé)[16]
- 29 juillet 1983 : attaque à main armée d'une banque à Saint-Étienne (1 blessé)[5]
- 27 mars 1984 : seconde attaque à main armée d'une BNP à Lyon 2 (le général de division Guy Delfosse, de la Gendarmerie, est exécuté de 6 balles à bout portant)[5],[17]
- 9 décembre 1984 :  attentat à l'explosif contre le siège du RPR.
- 10 décembre 1984 :  attentat à l'explosif contre le siège d'ELF Aquitaine à Paris en soutien aux Canaques.
- 12 avril 1985 :  attentat à l'explosif contre la banque israélienne Leumi et l’Office national de l’immigration à Paris, revendiqué par Action Directe Unité Combattante Sara Mheidli.
- 13 avril 1985 :  attentat à l'explosif contre le journal Minute à Paris, revendiqué par Action directe Commando Sana Mheidli, contre Jean-Marie Le Pen, le racisme et le sionisme.
- 10 octobre 1985 :  attentat à l'explosif visant le siège de la Haute Autorité de la communication audiovisuelle à Paris contre Jean-Marie Le Pen.
- 14 octobre 1985 :  attentats à l'explosif visant les locaux de la Maison de la radio et le siège d’Antenne 2 à Paris, contre la venue de Jean-Marie Le Pen.
- 19 octobre 1985 :  attentat à l'explosif contre l'Union de transports aériens à Paris.
- 20 décembre 1985 : attaque à l'explosif d'une caisse d'épargne de Lyon[5].
- 9 juillet 1986 : attentat à l'explosif commis par Frérot dans les locaux de la Brigade de répression du banditisme, quai de Gesvres, à Paris[18] revendiqué au nom du Commando Loïc Lefèvre - Action directe. (1 mort, 30 blessés)

Durant sa période d'activité, l'Affiche rouge est responsable de quatre homicides volontaires : l'inspecteur divisionnaire Marcel Basdevant (tué lors de l'attentat à l'explosif du 9 juillet 1986), le convoyeur de fonds Henri Delrieux (lors du braquage du 29 octobre 1980), le brigadier de police Guy Hubert (lors du braquage du 3 novembre 1981) et le général de gendarmerie Guy Delfosse (lors du braquage du 27 mars 1984).

## La fin de la branche lyonnaise d'Action Directe

### Une perquisition décisive menée à Saint-Étienne
Le 10 octobre 1984, Émile Ballandras est arrêté au cours d'un braquage avec prise d'otages qu'il effectue pour son propre compte. Se déclarant « révolutionnaire professionnel », il est condamné à douze ans de réclusion criminelle. Son lien avec l'Affiche Rouge sera mis en évidence par la suite. Le 28 mars 1986, André Olivier et Bernard Blanc sont arrêtés au terme d'une filature de policiers membres des renseignements généraux, lesquels remontent alors une filière d'Action Directe depuis Paris.
La perquisition effectuée le lendemain par le service régional de la police judiciaire de Lyon dans un appartement de la Résidence des Pinèdes à Saint-Étienne est décisive : Joëlle Crépet y est surprise en train de tenter d'effacer des preuves. Les enquêteurs découvrent quatre armes de poing, un fusil, plus de six cents clés, des cagoules, mais aussi des monceaux de papiers : coupures de journaux, une centaine de plans d'agences bancaires, relevés d'écoutes téléphoniques, textes de revendication d'une vingtaine d'attentats. Surtout, ils retrouvent un petit carnet d'une trentaine de pages correspondant au journal intime Frérot,. Ces confessions écrites permettent de confondre Ballandras comme un membre très actif.
Isolé et dépourvu de moyens logistiques, la cavale de Frérot prend fin le 28 novembre 1987 dans les sous sols de la gare de la Part-Dieu. En tout, dix-huit membres de l'Affiche rouge seront arrêtés.

### Condamnations

#### Les cinq irréductibles
Le 29 juin 1989, la Cour d'assises spéciale du Rhône, composée de sept magistrats, condamne André Olivier et Maxime Frérot à la réclusion criminelle à perpétuité avec une période de sûreté de dix-huit ans (il est libéré sous conditions le 14 octobre 2024. Emile Ballandras écope de cette même peine assortie d'une période de sûreté de seize ans. Bernard Blanc est condamné vingt ans de réclusion criminelle avec une période de sûreté de quatorze ans. Joëlle Crépet est condamnée à dix-huit ans de réclusion criminelle avec une période de sûreté de dix ans,.

#### Le deuxième cercle d'accusés
Compte tenu des détentions préventives, huit des dix-neuf accusés étaient aussitôt libérables.
- Gilbert Vecchi, ouvrier couvreur originaire de Vanves, proche de Frérot a participé à plusieurs campagnes de braquages jusqu'en 1984 avec son cousin Christian Dubray. Il a fourni les plans d'accès des nouveaux locaux de la Brigade de répression du banditisme, se rendant complice de l'attentat par explosif commis par Frérot le 9 juillet 1986. Il est condamné le 14 octobre 1992 par la cour d'assises spéciale à Paris à dix ans de réclusion criminelle.
- Renaud Laigle, sans profession, a assuré la logistique, l'hébergement du noyau dur et la cache de matériels et d'armes au domicile de ses parents. Il a participé à plusieurs vols à main armée et deux attentats avec le groupe. Il est condamné à cinq ans de réclusion criminelle.
- Josette Augay, proche de Maxime Frérot était chargée de l'intendance du groupe, de l'écoute des fréquences radio de la police et de préparer les faux documents. Elle est condamnée à cinq ans de réclusion criminelle.
- Danièle Clairet épouse Lahy, secrétaire, est recrutée par Crépet. Elle est soupçonnée d'avoir participé à cinq attaques de banque en tenant en respect les clients.
- Daniel Reynaud, tapissier, a fourni des armes au groupe. Il est condamné à cinq ans de réclusion criminelle par la cour d'assises spéciale.
- Mouloud Aissou, plombier, soupçonné d'avoir participé à deux attaques de banque en 1980 et 1981, est acquitté en juin 1989 à l'issue du procès.
- Henri Cachau-Hereillat, animateur MJC, a assuré l'hébergement du noyau dur et la cache d'armes au domicile de ses parents où avaient lieu des séances de tirs.
- Nicole Faure épouse Charvolis, agent de service. - De 1979 à 1983, cette proche de Bernard Blanc gérait la logistique.
- Pascale Turin, proche de Frérot, participe à l'hébergement et à la cache de matériels et d'armes pour le compte d'Action Directe. Elle recrute Succab.
- Jean-Charles Laporal, Alain Eket et Jean-Pierre Succab, activistes communistes en Outre-Mer recrutés dans le cadre des attentats à l'explosif perpétrés en 1982 ont été condamnés respectivement à sept ans et trois ans de réclusion criminelle. Leur participation symbolise le caractère internationaliste du groupe.